# Estigarde
Estigarde är en kommun i departementet Landes i regionen Nouvelle-Aquitaine i sydvästra Frankrike. Kommunen ligger i kantonen Gabarret som tillhör arrondissementet Mont-de-Marsan. År 2022 hade Estigarde 96 invånare.

## Befolkningsutveckling
Antalet invånare i kommunen Estigarde
Referens:INSEE